# Новоселицкое сельское поселение

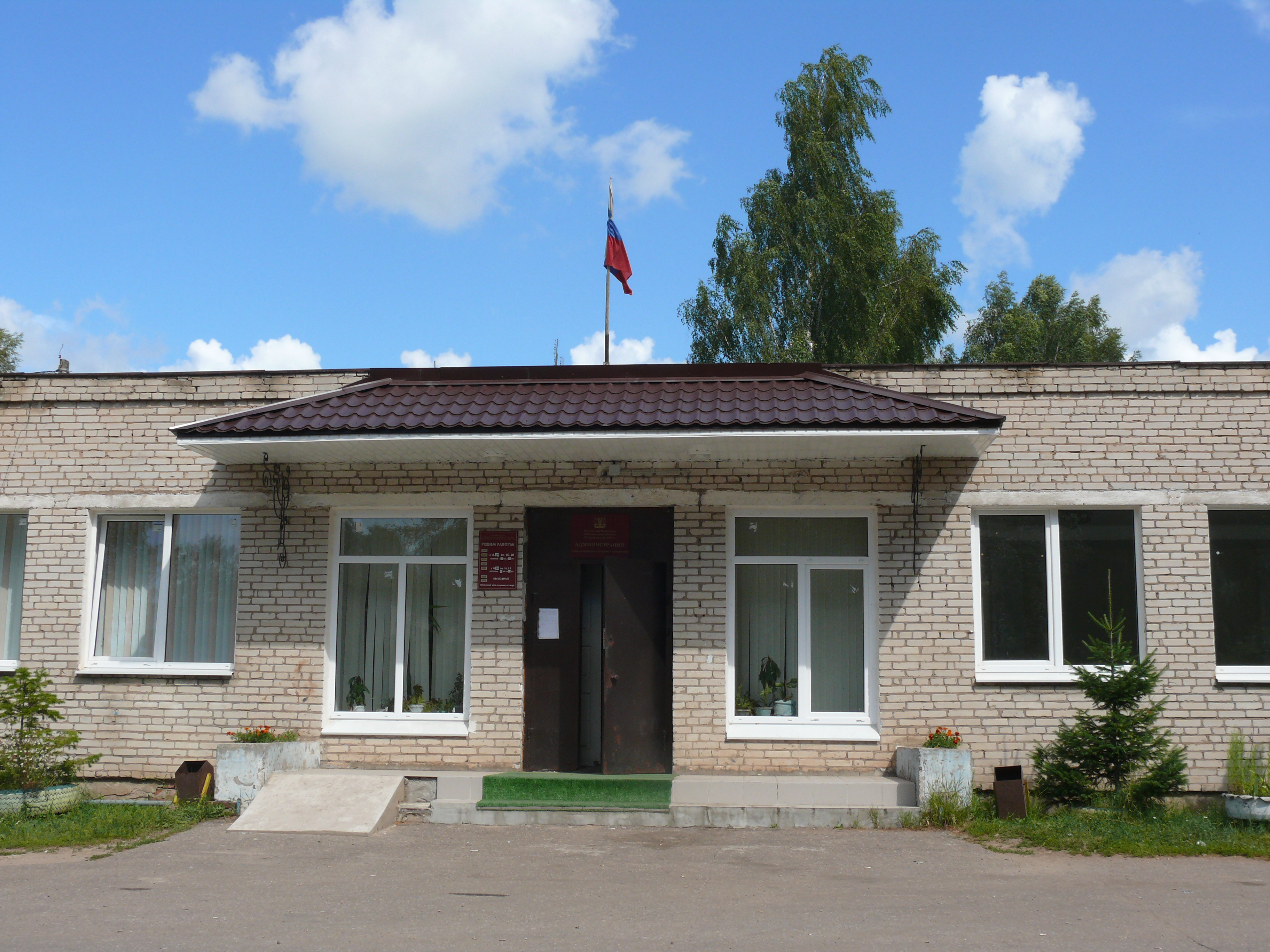
Здание Новоселицкого сельсовета

Новоселицкое сельское поселение — упразднённое с 1 апреля 2014 года муниципальное образование в Новгородском муниципальном районе Новгородской области.
Административный центр — деревня Новоселицы.
Общее население сельского поселения в 2008 году было около 2,4 тыс. человек.
Органами местного самоуправления были Глава сельского поселения, Администрация сельского поселения, Совет депутатов сельского поселения.
Мунициапьное образование создано 1 января 2006 года в соответствии с областным законами от 7 июня 2004 года № 284-ОЗ и от 17 января 2005 года № 400-ОЗ «Об установлении границ муниципальных образований, входящих в состав территории Новгородского муниципального района, наделении их статусом городских и сельских поселений и определении административных центров».
С весны 2010 года Божонское сельское поселение и Новоселицкое сельское поселение преобразованы во вновь образованное муниципальное образование Новоселицкое сельское поселение с определением административного центра в деревне Новоселицы. C 1 апреля 2014 года Законом Новгородской области № 533-ОЗ были преобразованы: Новоселицкое сельское поселение, Савинское сельское поселение и Волотовское сельское поселение во вновь образованное муниципальное образование Савинское сельское поселение с определением административного центра в деревне Савино.

## Население
| 2010 | 2012  | 2013  | 2014  |
| ---- | ----- | ----- | ----- |
| 3785 | ↗3981 | ↗4066 | ↗4179 |

## Населённые пункты
| Деревня         | ОКАТО       |
| --------------- | ----------- |
| Новоселицы      | 49225834001 |
| Александровское | 49225834002 |
| Бараниха        | 49225834016 |
| Божонка         | 49225801001 |
| Жабицы          | 49225834004 |
| Лахново         | 49225834017 |
| Любитово        | 49225834005 |
| Марково         | 49225834006 |
| Мытно           | 49225834007 |
| Плашкино        | 49225834009 |
| Посад           | 49225834008 |
| Пятница         | 49225834010 |
| Радоча          | 49225834012 |
| Рушиново        | 49225834011 |
| Рышево          | 49225834013 |
| Сопки           | 49225834014 |
| Сосновка        | 49225834015 |